# Henri Costilhes
Henri Jean Costilhes (* 19. Juli 1916 in Paris; † 8. August 1995 ebenda) war ein französischer Diplomat.

## Leben
Henri Costilhes war das älteste von drei Kindern der Krankenschwester und Sozialarbeiterin Anna Costilhes, geborene Fontaine, und des Malers André Eugène Costilhes. Er besuchte das Lycée Charlemagne in Paris und studierte danach an der rechtswissenschaftlichen Fakultät der Universität von Paris. Er schloss sein Studium mit einer Licence ab. Zudem machte er ein Diplom in Chinesisch und Japanisch an der Pariser Schule für lebende orientalische Sprachen. Er heiratete 1942 Simone Demay. Das Paar hatte drei Kinder, darunter den Diplomaten Jacques-André Costilhes.
Ab 1942 war Henri Costilhes in der Zentralverwaltung des Außenministeriums tätig. Er wirkte 1943 als stellvertretender Abgesandter des Roten Kreuzes in den nordwestlichen Provinzen Spaniens. Von 1943 bis 1945 war zunächst der Delegation des Komitees für die Nationale Befreiung und dann der provisorischen Regierung in Madrid zugeteilt. Costilhes wurde 1945 zum französischen Vizekonsul in Wellington in Neuseeland ernannt. Von dort wechselte er 1947 als Botschaftsrat in das französische Hochkommissariat in Saigon in Cochinchina. Er war von 1947 bis 1949 Konsul in Seoul in Südkorea. Von 1949 bis 1950 vertrat er Frankreich in den Kommissionen der Vereinten Nationen für Korea. Er arbeitete danach von 1950 bis 1951 im Sekretariat für Konferenzen in der Zentralverwaltung des Außenministeriums. Costilhes nahm von 1951 bis 1957 den Posten des Ersten Botschaftssekretärs in der französischen Botschaft in Neu-Delhi in Indien wahr. Anschließend wechselte er von 1957 bis 1958 erneut in die Zentralverwaltung, diesmal in die Direktion für wirtschaftliche Angelegenheiten. Er war von 1959 bis 1961 als Zweiter Botschaftsrat in der Botschaft in Lima in Peru tätig. Von 1961 bis 1965 kehrte er als Gesandter-Botschaftsrat in die Botschaft in Neu-Delhi zurück.
Henri Costilhes wirkte von 1966 bis 1969 als Botschafter Frankreichs in Mauretanien. Von 1970 bis 1975 fungierte er als Botschafter im Sudan. Die letzte Station seiner diplomatischen Laufbahn war von 1975 bis 1980 die Funktion als Botschafter in Niger. Von 1983 bis 1985 hatte er das Bürgermeisteramt der zentralfranzösischen Gemeinde Savigny-sur-Braye inne.
Er starb zehn Jahre später im Alter von 79 Jahren in seiner Geburtsstadt Paris.

## Ehrungen
- Großkreuz des Verdienstordens Nigers
- Offizier der Ehrenlegion[2]